# 岡山県歯科医師会
一般社団法人岡山県歯科医師会（おかやまけんしかいしかい 英称 Okayama Dental Association）は、岡山県の歯科医師を会員とする法人。

## 本部所在地
- 〒700-0813 岡山県岡山市北区石関町1-5

## 郡市歯科医師会
- 岡山市歯科医師会 〒700-0813　岡山市北区石関町1-5 岡山県歯科医師会館内
- 御津歯科医師会 〒709-2673　加賀郡吉備中央町尾原622 石井歯科医院内
- 津山歯科医師会 〒708-0824　津山市沼6-15 津山歯科医療センター
- 倉敷歯科医師会 〒710-0057　倉敷市昭和2-2-17 倉敷歯科医師会館
- 児島歯科医師会 〒711-0926　倉敷市下津井吹上2-1-40 大瀧歯科医院内
- 玉島歯科医師会 〒713-8121　倉敷市玉島阿賀崎1-1-2 玉島歯科医師会館
- 都窪歯科医師会 〒701-0153　岡山市北区庭瀬540 矢尾デンタルクリニック内
- 玉野歯科医師会 〒706-0132　玉野市用吉1753-1 岡本歯科医院内
- 瀬戸内歯科医師会 〒701-4302　瀬戸内市牛窓町牛窓4951-21 馬場歯科紺浦診療所内
- 赤磐歯科医師会 〒709-0802　赤磐市桜が丘西6-3-1 岡村歯科医院内
- 和気歯科医師会 〒709-0224　備前市吉永町吉永中828 早瀬歯科診療所内
- 吉備歯科医師会 〒719-1131　総社市中央6-6-102 ふれあいセンター内
- 浅口歯科医師会 〒719-0104　浅口市金光町占見新田391-1 雀部歯科医院内
- 笠岡歯科医師会 〒714-0081　笠岡市笠岡西の浜新田5628-22 笠岡歯科技工専門学校内
- 小田歯科医師会 〒714-1201　小田郡矢掛町矢掛2620 坂本歯科医院内
- 井原歯科医師会 〒715-0019　井原市井原町1399-1 三宅歯科医院内
- 高梁歯科医師会 〒716-0111　高梁市成羽町下原490 大塚歯科医院内
- 新見歯科医師会 〒718-0011　新見市新見120-3 新見歯科医師会館
- 勝英歯科医師会 〒708-1204　津山市日本原188-1 井上歯科医院内
- 真庭歯科医師会 〒719-3144　真庭市落合垂水189 薬師寺歯科医院内